# Metal Massacre
Metal Massacre ist eine Reihe von Kompilationen des amerikanischen Musiklabels Metal Blade Records.

## Entstehungsgeschichte
Brian Slagel, Gründer von Metal Blade Records, arbeitete 1981 in einem Plattenladen in Los Angeles. Auf seine Bitte hin erhielt er die Erlaubnis vom Inhaber, neben den aus den USA stammenden Alben auch Importe wie die Veröffentlichungen von Iron Maiden anbieten zu dürfen. Dieses Zusatzangebot stieß auf reges Interesse der Käufer, die Slagel auf die aktive Metal-Szene in Los Angeles mit Bands wie Ratt, Malice oder Steeler aufmerksam machten. So gründete er wenig später ein Fanzine mit dem Namen The New Heavy Metal Revue und entwickelte die Idee, diese Szene mit einem Sampler unter dem Titel Metal Massacre vorzustellen.
Slagel, der mittlerweile über sehr gute Kontakte zu den Bands in Los Angeles verfügte, fragte die aus seiner Sicht in Frage kommenden Gruppen, ob sie einen Beitrag leisten wollen. Eine der Voraussetzungen war allerdings, dass sie aktuell bei keinem Musiklabel unter Vertrag stehen, weshalb Mötley Crüe auf Metal Massacre I nicht wie ursprünglich geplant vertreten war. Mit geborgtem Geld ließ Slagel 1982 5000 Exemplare von Metal Massacre I pressen, die sehr schnell ausverkauft waren. Ursprünglich als Beilage zu seinem Fanzine gedacht, brachte einer der Distributoren Slagel auf die Idee, Metal Massacre als Serie herauszubringen. Er sollte die Musik liefern, die Vertriebsfirma würde die LPs pressen und vertreiben. Dies gilt als Initialzündung für die Gründung des Labels Metal Blade.
Die Anregungen für mögliche Bands holte sich Slagel für die ersten Ausgaben durch Tape-Trading und den Besuch von Konzerten. Lars Ulrich und James Hetfield von Metallica, die Ende 1981 das Angebot, auf dem Sampler einen Beitrag zu veröffentlichen, angenommen hatten, schickten Slagel ein Demoband von Hit the Lights. 1983 sah Slagel Slayer als Vorband von Bitch und war so überwältigt, dass er sie als erste Band auf die dritte Ausgabe des Samplers holte. Zu den Bands, deren Erfolg auf einem Beitrag zum Sampler beruht, gehören auch Armored Saint, Voivod oder Fates Warning.
Seitdem wurden unter der Bezeichnung Metal Massacre insgesamt 14 Sampler veröffentlicht, der bislang letzte im Jahr 2016.

## Die einzelnen Metal-Massacre-Kompilationen im Überblick

### Metal Massacre (1982)
| #  | Band         | Titel                     | Herkunft                              | Offizielle Veröffentlichung                 |
| -- | ------------ | ------------------------- | ------------------------------------- | ------------------------------------------- |
| 1  | Steeler      | Cold Day in Hell (4:11)   | Cold Day in Hell (Demo, 1982)         | Steeler (Album, 1982)                       |
| 2  | Bitch        | Live for the Whip (5:15)  | Live for the Whip (5:15) (Demo, 1982) | Damnation Alley (EP, 1982)                  |
| 3  | Malice       | Captive of Light (3:17)   | unveröffentlicht                      | Crazy in the Night (EP, 1989)               |
| 4  | Ratt         | Tell the World (3:05)     | unveröffentlicht                      | Ratt (EP, 1985)                             |
| 5  | Avatar       | Octave (3:44)             | unveröffentlicht                      | keine bekannt                               |
| 6  | Cirith Ungol | Death of the Sun (3:54)   | unveröffentlicht                      | King of the Dead (Album, 1984)              |
| 7  | Demon Flight | Dead of the Night (2:32)  | unveröffentlicht                      | Flight of the Demon (EP, 1982)              |
| 8  | Pandemonium  | Fighting Backwards (3:43) | unveröffentlicht                      | keine bekannt                               |
| 9  | Malice       | Kick You Down (4:26)      | unveröffentlicht                      | The Rare and Unreleased (Kompilation, 2008) |
| 10 | Metallica    | Hit the Lights (4:25)     | unveröffentlicht                      | Kill ’Em All (Album, 1983)                  |

| #  | Band          | Titel                       | Herkunft                       | Offizielle Veröffentlichung                 |
| -- | ------------- | --------------------------- | ------------------------------ | ------------------------------------------- |
| 1  | Black ’n Blue | Chains around Heaven (3:45) | 3 Track Demo (Demo, 1982)      | Black ’n Blue (Album, 1984)                 |
| 2  | Bitch         | Live for the Whip (5:15)    | Live for the Whip (Demo, 1982) | Damnation Alley (EP, 1982)                  |
| 3  | Malice        | Captive of Light (3:17)     | unveröffentlicht               | Crazy in the Night (EP, 1989)               |
| 4  | Ratt          | Tell the World (3:05)       | unveröffentlicht               | Ratt (EP, 1985)                             |
| 5  | Avatar        | Octave (3:44)               | unveröffentlicht               | keine bekannt                               |
| 6  | Cirith Ungol  | Death of the Sun (3:54)     | unveröffentlicht               | King of the Dead (Album, 1984)              |
| 7  | Demon Flight  | Dead of the Night (2:32)    | unveröffentlicht               | Flight of the Demon (EP, 1982)              |
| 8  | Pandemonium   | Fighting Backwards (3:43)   | unveröffentlicht               | keine bekannt                               |
| 9  | Malice        | Kick You Down (4:26)        | unveröffentlicht               | The Rare and Unreleased (Kompilation, 2008) |
| 10 | Metallica     | Hit the Lights (4:12)       | unveröffentlicht               | Kill ’Em All (Album, 1983)                  |

Dritte und weitere Auflagen
| # | Band          | Titel                       | Herkunft                       | Offizielle Veröffentlichung                 |
| - | ------------- | --------------------------- | ------------------------------ | ------------------------------------------- |
| 1 | Black ’n Blue | Chains around Heaven (3:45) | 3 Track Demo (Demo, 1982)      | Black ’n Blue (Album, 1984)                 |
| 2 | Bitch         | Live for the Whip (5:15)    | Live for the Whip (Demo, 1982) | Damnation Alley (EP, 1982)                  |
| 3 | Malice        | Captive of Light (3:17)     | unveröffentlicht               | Crazy in the Night (EP, 1989)               |
| 4 | Avatar        | Octave (3:44)               | unveröffentlicht               | keine bekannt                               |
| 5 | Cirith Ungol  | Death of the Sun (3:54)     | unveröffentlicht               | King of the Dead (Album, 1984)              |
| 6 | Demon Flight  | Dead of the Night (2:32)    | unveröffentlicht               | Flight of the Demon (EP, 1982)              |
| 7 | Pandemonium   | Fighting Backwards (3:43)   | unveröffentlicht               | keine bekannt                               |
| 8 | Malice        | Kick You Down (4:26)        | unveröffentlicht               | The Rare and Unreleased (Kompilation, 2008) |
| 9 | Metallica     | Hit the Lights (4:12)       | unveröffentlicht               | Kill ’Em All (Album, 1983)                  |

- Cold Day in Hell von Steeler wurde ab der 2. Auflage durch Chains around Heaven von Black ’n Blue ersetzt.[4][5]
- Tell the World von Ratt wurde ab der 3. Auflage aus der Songliste gestrichen.[5][6]
- Die auf der 1. Auflage enthaltene Version von Metallicas Hit the Lights unterscheidet sich von der aller weiteren Auflagen: Während Lloyd Grant auf der Version der Erstauflage als Leadgitarrist neben James Hetfield, der für die Aufnahme Gesang, Rhythmusgitarre und Bass übernahm, und Schlagzeuger Lars Ulrich zu hören ist, spielten für die Version, die seit der 2. Auflage inkludiert ist, Dave Mustaine die Leadgitarre und Ron McGovney den Bass ein.[7]
- Für die 2. Auflage wurde im Vergleich zur Original-LP ein anderes Frontcover benutzt: Statt des Coverdesigns von Elaine Offers ziert die 2. Auflage lediglich der Metal Massacre-Schriftzug in schwarz auf grauem Hintergrund.[4][5] Ab der 3. Auflage wurde allerdings wieder das Originalcover verwendet.[6]
- Die auf der 1. Auflage dieser Kompilation enthaltene, 1981 gegründete US-amerikanische Heavy-Metal-Band Steeler ist nicht zu verwechseln mit der deutschen Heavy-Metal-Band Steeler, u. a. mit Axel Rudi Pell an der Gitarre. Diese US-amerikanische Band wurde von Sänger Ron Keel gegründet. Nach der Aufnahme der Single Cold Day in Hell stieß auch der bekannte schwedische Gitarrist Yngwie J. Malmsteen zu dieser Band.
- Die hier enthaltene, US-amerikanische Heavy-Metal-Band Avatar ist nicht zu verwechseln mit der 1979 gegründeten US-amerikanischen Power-Metal-Band Avatar, die sich später in Savatage umbenannte. Co-Produzent John Kornarens (unter dem Namen Anthony Kornarens aufgelistet) spielte Gitarrenparts und seine Schwester Diane Kornarens den Bass des Instrumentals Octave ein.[8]
- Metallica wurde auf der 1. Auflage unter der falschen Bezeichnung Mettallica aufgelistet.[7]
- Black ’n Blue wurde auf der 2. Auflage von Metalworks Records unter der falschen Bezeichnung Black And Blue aufgelistet.[9]

### Metal Massacre II (1982)
| #  | Band            | Titel                      | Herkunft         | Offizielle Veröffentlichung           |
| -- | --------------- | -------------------------- | ---------------- | ------------------------------------- |
| 1  | Armored Saint   | Lesson Well Learned (2:51) | Demo (1982)      | Armored Saint (EP, 1983)              |
| 2  | 3rd Stage Alert | Mind Invader (3:51)        | unveröffentlicht | 3rd Stage Alert (EP, 1983)            |
| 3  | Surgical Steel  | Rivit Head (3:03)          | unveröffentlicht | keine bekannt                         |
| 4  | Obsession       | Shadows of Steel (4:31)    | unveröffentlicht | Obsession (Best Of, 2008)             |
| 5  | Savage Grace    | Sceptre of Deceit (3:45)   | Demo (1982)      | keine bekannt                         |
| 6  | Overkill        | No Holds Barred (4:12)     | unveröffentlicht | Triumph of the Will (Album, 1985)     |
| 7  | Warlord         | Lucifer’s Hammer (3:18)    | Demo (1981)      | Deliver Us (EP, 1983)                 |
| 8  | Trauma          | Such a Shame (2:53)        | Demo (1982)      | Scratch And Scream (Re-Release, 2013) |
| 9  | Dietrich        | It’s Alright (3:26)        | unveröffentlicht | keine bekannt                         |
| 10 | Molten Leather  | Inversion (4:04)           | unveröffentlicht | keine bekannt                         |
| 11 | Hyksos          | The Kings (6:11)           | unveröffentlicht | Hyksos (Album, 1982)                  |
| 12 | Aloha           | Heavy Metal Virgin (3:01)  | Demo (1982)      | keine bekannt                         |

- Die hier enthaltene, 1980 gegründete US-amerikanische Speed-Metal-Hardcore-Band Overkill ist nicht zu verwechseln mit der wesentlich bekannteren, 1980 gegründeten US-amerikanischen Thrash-Metal-Band Overkill. Daher änderte man auch später den Namen in Overkill L.A. und SST Overkill, um Verwechslungen vorzubeugen.
- Die hier enthaltene, 1981 gegründete US-amerikanische Band Aloha nannte sich ursprünglich Vixen (nicht zu verwechseln mit der 1980 gegründeten US-amerikanischen Glam-Metal-Band Vixen), ehe die Band zunächst in Aloha und dann in Hawaii umbenannt wurde.
- Alle Songs von Metal Massacre II sind auch auf dem aus Liedern von Metal Massacre II und Metal Massacre Volume III zusammengesetzten, 1983 auf MC erschienenen Bundle Metal Massacre II & III (Songs 1–12) enthalten.

### Metal Massacre Volume III (1983)
| #  | Band          | Titel                           | Herkunft         | Offizielle Veröffentlichung                                         |
| -- | ------------- | ------------------------------- | ---------------- | ------------------------------------------------------------------- |
| 1  | Slayer        | Aggressive Perfector (3:29)     | unveröffentlicht | Haunting the Chapel (EP, Bonus auf der Wiederveröffentlichung 1993) |
| 2  | Bitch         | Riding in Thunder (3:57)        | unveröffentlicht | Be My Slave (Album, 1983)                                           |
| 3  | Tyrant        | The Battle of Armageddon (5:14) | unveröffentlicht | Legions of the Dead (Album, 1985)                                   |
| 4  | Medusa        | Piranhas (2:11)                 | Demo ’83 (1983)  | keine bekannt                                                       |
| 5  | Test Pattern  | Bite the Knife (5:25)           | unveröffentlicht | keine bekannt                                                       |
| 6  | Black Widow   | Blitzkrieg (2:56)               | unveröffentlicht | keine bekannt                                                       |
| 7  | Warlord       | Mrs. Victoria (5:55)            | Demo (1981)      | Thy Kingdom Come (Compilation, 1986)                                |
| 8  | Virgin Steele | Let’s Go All the Way (3:12)     | unveröffentlicht | keine bekannt                                                       |
| 9  | Sexist        | Fire and Wind (3:00)            | Demo (1983)      | keine bekannt                                                       |
| 10 | Snowhite      | Hell Bent (1:49)                | Demo (1983)      | keine bekannt                                                       |
| 11 | Marauder      | The Kid (3:01)                  | Demo (1983)      | keine bekannt                                                       |
| 12 | La Mort       | Fist and Chain (2:37)           | unveröffentlicht | keine bekannt                                                       |

- Der Song The Battle of Armageddon von Tyrant wurde auf den MC- und CD-Editionen dieser Kompilation unter der falschen Bezeichnung Armagedon aufgelistet.[10][11]
- Der Song Piranhas von Medusa wird auf dieser Kompilation unter der Bezeichnung Piranahs aufgelistet.[12][10][11] Da aktuell kein Bild von Medusas Demokassette Demo ’83, auf dem dieser Song erstmals erschien, verfügbar ist, lässt sich nicht zweifelsfrei klären, ob der Schreibfehler nur bei Metal Massacre Volume III auftritt oder ob Metal Blade Records den Schreibfehler vom Demo übernommen hat. Die Internetseite Encyclopaedia Metallum führt den Song in der korrekten Schreibweise Piranhas.[13]
- Die hier enthaltene, US-amerikanische Heavy-Metal-Band Black Widow ist nicht zu verwechseln mit der 1969 gegründeten britischen Hard-Rock-Band Black Widow und der 1980 gegründeten belgischen Heavy-Metal-Band Black Widow.
- Die hier enthaltene, 1981 gegründete US-amerikanische Speed-Metal-Band Snowhite benannte sich später in Znowhite bzw. Znöwhite um.
- Alle Songs von Metal Massacre Volume III sind auch auf dem aus Liedern von Metal Massacre II und Metal Massacre Volume III zusammengesetzten, 1983 auf MC erschienenen Bundle Metal Massacre II & III (Songs 13–24) enthalten.

### Metal Massacre 4 (1984)
| #  | Band           | Titel                         | Herkunft                       | Offizielle Veröffentlichung                  |
| -- | -------------- | ----------------------------- | ------------------------------ | -------------------------------------------- |
| 1  | Sacred Blade   | The Alien (3:40)              | unveröffentlicht               | keine bekannt                                |
| 2  | Death Dealer   | Cross My Way (3:40)           | Demo (1983)                    | keine bekannt                                |
| 3  | Trouble        | The Last Judgement (5:04)     | Demo (1983)                    | Demos & Rarities 1980-95 (Compilation, 2005) |
| 4  | Sceptre        | Taken by Force (2:44)         | Demo (1983)                    | keine bekannt                                |
| 5  | Zoetrope       | Speed Zone (2:42)             | Metal Log, Vol. 1 (Demo, 1983) | keine bekannt                                |
| 6  | War Cry        | Forbidden Evil (4:37)         | Trilogy of Terror (Demo, 1983) | Forbidden Evil (Best Of, 2006)               |
| 7  | Abattoir       | Screams from the Grave (3:24) | Original Abattoir (Demo, 1983) | Vicious Attack (Album, 1985)                 |
| 8  | Witchslayer    | I Don’t Want to Die (4:59)    | Demo (1983)                    | keine bekannt                                |
| 9  | Lizzy Borden   | Rod of Iron (4:29)            | unveröffentlicht               | Love You to Pieces (Album, 1985)             |
| 10 | August Redmoon | Fear No Evil (3:53)           | unveröffentlicht               | keine bekannt                                |
| 11 | Thrust         | Destructer (4:13)             | Demo (1983)                    | Fist Held High (Album, 1984)                 |
| 12 | Medieval       | Medieval (3:20)               | Demo (1983)                    | keine bekannt                                |

- Die hier enthaltene, 1980 gegründete kanadische Heavy-Metal-Band Death Dealer (zwischenzeitlich auch unter dem Namen Deaf Dealer aktiv) ist nicht zu verwechseln mit der erst 2012 gegründeten US-amerikanischen Power-Metal-Band Death Dealer mit dem ehemaligen Manowar-Gitarristen Ross „the Boss“ Friedman.
- Die hier enthaltene, 1981 gegründete US-amerikanische Heavy-Metal-Band Thrust wurde auf den 1994 veröffentlichten MC- und CD-Editionen dieser Kompilation unter der falschen Bezeichnung Trust abgedruckt, wodurch leicht eine Verwechslung mit der 1977 gegründeten französischen Hard-Rock-Band Trust auftreten kann.[14][15]

### Metal Massacre V (1984)
| #  | Band               | Titel                           | Herkunft                       | Offizielle Veröffentlichung                                     |
| -- | ------------------ | ------------------------------- | ------------------------------ | --------------------------------------------------------------- |
| 1  | Omen               | Torture Me (3:28)               | unveröffentlicht               | Battle Cry (Box-Set, 2003)                                      |
| 2  | Voivod             | Condemned to the Gallows (5:09) | To the Death (Demo, 1984)      | War and Pain (Album, Bonus auf der Wiederveröffentlichung 2004) |
| 3  | Attacker           | (Call On) The Attacker (3:37)   | Demo (1984)                    | Battle at Helm’s Deep (Album, 1985)                             |
| 4  | Future Tense       | Nightmare (3:46)                | Protect Your Ears (Demo, 1982) | Crossing the Swords…Again (Best Of, 2004)                       |
| 5  | Overkill           | Death Rider (3:54)              | Power in Black (Demo, 1983)    | keine bekannt                                                   |
| 6  | Fates Warning      | Soldier Boy (6:23)              | unveröffentlicht               | Night on Bröcken (Album, 1984)                                  |
| 7  | Metal Church       | The Brave (4:28)                | Four Hymns (Demo, 1982)        | keine bekannt                                                   |
| 8  | Lethyl Synn        | Destroyer (3:28)                | unveröffentlicht               | keine bekannt                                                   |
| 9  | Final Warning      | The Warrior (3:50)              | unveröffentlicht               | keine bekannt                                                   |
| 10 | Hellhammer         | Crucifixion (2:52)              | Satanic Rites (Demo, 1983)     | Demon Entrails (Best Of, 2008)                                  |
| 11 | Mace               | Marching Sacrifice (4:08)       | unveröffentlicht               | keine bekannt                                                   |
| 12 | Jesters of Destiny | End of Time (4:25)              | unveröffentlicht               | Fun at the Funeral (Album, 1986)                                |

- Voivod wurde auf den LP-Editionen, der CD-Edition von Steamhammer sowie der MC-Edition von Enigma Records unter der falschen Bezeichnung Voi Vod abgedruckt.[16][17][18]
- Der Song Marching Sacrifice von Mace wurde auf den LP-, MC- und CD-Editionen dieser Kompilation jeweils unter verschiedenen falschen Bezeichnung aufgelistet: auf den LP-Editionen unter Bezeichnung Marching Saprophytes, auf den MC-Editionen unter den Bezeichnungen Marching Saprophytes und Marching Saphroyites und auf den CD-Editionen unter den Bezeichnungen Marching Saphroyites und Marching Sapprophytes.[19][16][17][20][21][18]

### Metal Massacre VI (1985)
| #  | Band           | Titel                                 | Herkunft                             | Offizielle Veröffentlichung   |
| -- | -------------- | ------------------------------------- | ------------------------------------ | ----------------------------- |
| 1  | Possessed      | Swing of the Axe (3:51)               | Demo (1985)                          | The Eyes of Horror (EP, 1987) |
| 2  | Nasty Savage   | XXX (5:27)                            | Wage of Mayhem (Demo, 1985)          | Indulgence (Album, 1986)      |
| 3  | Steel Assassin | Executioner (5:04)                    | Demo (1984)                          | From the Vaults (Album, 1997) |
| 4  | Mayhem         | Tear Down the Walls (5:44)            | unveröffentlicht                     | keine bekannt                 |
| 5  | Hades          | Easy Way Out (4:48)                   | Demo (1983)                          | keine bekannt                 |
| 6  | Hallows Eve    | Metal Merchants (4:28)                | Tales of Terror (Demo, 1984)         | Tales of Terror (Album, 1985) |
| 7  | Hirax          | Bombs of Death (2:02)                 | unveröffentlicht                     | Raging Violence (Album, 1985) |
| 8  | Pathfinder     | Fountain Keeper (3:51)                | unveröffentlicht                     | keine bekannt                 |
| 9  | Dark Angel     | Welcome to the Slaughter House (5:23) | We Have Arrived (Azra Records, 1984) | keine bekannt                 |
| 10 | The Obsessed   | Concrete Cancer (3:16)                | Promo-Demo (1985)                    | Incarnate (Best Of, 1999)     |
| 11 | Martyr         | En Masse (Stand or Die) (5:11)        | unveröffentlicht                     | keine bekannt                 |

- Der Song Executioner von Steel Assassin wurde auf dem Etikett der LP-Edition, auf der MC-Edition und auf der CD-Edition von Metal Blade Records unter der falschen Bezeichnung The Executioner aufgelistet.[22][23][24]
- Der Song Welcome to the Slaughter House von Dark Angel wurde auf allen Editionen unter der falschen Bezeichnung Welcome to the Slaughterhouse aufgelistet.[22]
- Die hier enthaltene, 1983 gegründete US-amerikanische Thrash-Metal-Band Mayhem ist nicht zu verwechseln mit der 1984 gegründeten norwegischen Black-Metal-Band Mayhem.
- Hallows Eve wurde auf dieser Kompilation unter der falschen Bezeichnung Hallow’s Eve mit Apostroph abgedruckt.[22][23][24]

### Metal Massacre VII (1986)
| #  | Band               | Titel                          | Herkunft                                            | Offizielle Veröffentlichung                                           |
| -- | ------------------ | ------------------------------ | --------------------------------------------------- | --------------------------------------------------------------------- |
| 1  | Heretic            | Impulse (4:19)                 | unveröffentlicht                                    | From The Vault... Tortured And Broken (Compilation, 2013)             |
| 2  | Sentinel Beast     | Sentinel Beast (5:21)          | Demo (1985)                                         | Depths of Death (Album, 1986)                                         |
| 3  | Flotsam and Jetsam | I Live, You Die (6:19)         | Iron Tears (Demo, 1985)                             | Flotzilla (Single, 1988)                                              |
| 4  | Krank              | Rented Heat (4:09)             | unveröffentlicht                                    | Hideous (Album, 1986)                                                 |
| 5  | Mad Man            | Backstabber (2:53)             | unveröffentlicht                                    | keine bekannt                                                         |
| 6  | Détente            | Widow’s Walk (2:20)            | Demo (1984)                                         | Recognize No Authority (Album, 1986)                                  |
| 7  | Commander          | High ’n’ Mighty (4:17)         | unveröffentlicht                                    | The High ’n' Mighty (Album, 1987)                                     |
| 8  | Juggernaut         | In the Blood of Virgins (4:13) | First Blood (Demo, 1985)                            | Baptism Under Fire (Album, Bonus auf der Wiederveröffentlichung 1998) |
| 9  | Cryptic Slaughter  | Reich of Torture (2:33)        | unveröffentlicht                                    | Convicted (Album, 1986)                                               |
| 10 | Have Mercy         | The Omen (4:19)                | Mass Destruction (Demo, 1985)                       | The Years of Mercy (Best Of, 2004)                                    |
| 11 | Titanic            | The Awakening (4:43)           | Then There Was Rock (White Lightning Records, 1985) | keine bekannt                                                         |
| 12 | Lost Horizon       | Troubled Ways (4:32)           | unveröffentlicht                                    | keine bekannt                                                         |

- Détente wurde auf dieser Kompilation unter der falschen Bezeichnung Detente ohne Akzent aufgelistet.[25][26]
- Die hier enthaltene, 1985 gegründete US-amerikanische Power-Metal-Band Heretic ist nicht zu verwechseln mit der 1983 gegründeten US-amerikanischen Death-Metal-Band Heretic, die sich noch im Gründungsjahr in Morbid Angel umbenannte.

### Metal Massacre VIII (1987)
| #  | Band           | Titel                      | Herkunft                                      | Offizielle Veröffentlichung                           |
| -- | -------------- | -------------------------- | --------------------------------------------- | ----------------------------------------------------- |
| 1  | Sacred Reich   | Ignorance (3:50)           | Draining You of Life (Demo, 1986)             | Ignorance (Bonus auf der Wiederveröffentlichung 2007) |
| 2  | Viking         | Hellbound (2:58)           | Do or Die (Demo, 1986)                        | Do or Die (Album, 1988)                               |
| 3  | Overlorde      | Keeper of the Flame (4:07) | Medieval Metal (Demo, 1987)                   | keine bekannt                                         |
| 4  | Fatal Violence | Violence Is Golden (4:58)  | Demo (1985)                                   | Ashes Tell No Tales (Album, 2008)                     |
| 5  | Tactics        | Spare No Lives (2:43)      | The Master Plan (Demo, 1987)                  | keine bekannt                                         |
| 6  | Sanctum        | Nothing Left (4:26)        | Demo (1986)                                   | keine bekannt                                         |
| 7  | Gargoyle       | Into the Darkness (3:44)   | Demo (1987)                                   | keine bekannt                                         |
| 8  | Ripper         | Death Awaits You (5:43)    | ...And the Dead Shall Rise (Iron Works, 1985) | keine bekannt                                         |
| 9  | ESP            | Take ’Em Alive (3:53)      | Demo (1986)                                   | The Future Is Now (Album, 1987)                       |
| 10 | Wargod         | Intimate with Evil (4:46)  | Demo (1986)                                   | keine bekannt                                         |
| 11 | L.S.N.         | Deadly Kiss (2:58)         | Demo (1986)                                   | keine bekannt                                         |
| 12 | Cobalt Blue    | Bullets (3:34)             | unveröffentlicht                              | keine bekannt                                         |

- Die hier enthaltene, 1985 gegründete US-amerikanische Power-Metal-Band ESP wurde auf dieser Kompilation unter der falschen Bezeichnung E.S.P. aufgelistet.[27][28][29] Diese Band ist nicht zu verwechseln mit der in den 1990er Jahren gegründeten US-amerikanischen Hard-Rock-Band ESP um den Schlagzeuger Eric Singer.
- Alle Songs von Metal Massacre VIII sind auch auf dem aus Liedern von Metal Massacre VIII und Metal Massacre Nine zusammengesetzten, 1994 auf MC und CD erschienenen Bundle Metal Massacre 8 & 9 (Songs 1–12) enthalten.

### Metal Massacre Nine (1988)
| #  | Band          | Titel                         | Herkunft                        | Offizielle Veröffentlichung |
| -- | ------------- | ----------------------------- | ------------------------------- | --------------------------- |
| 1  | Banshee       | We Want You (3:02)            | Cry in the Night (Demo, 1986)   | Cry in the Night (EP, 1988) |
| 2  | Oliver Magnum | Old World Nites (5:28)        | 01986 (Demo, 1986)              | Oliver Magnum (Album, 1989) |
| 3  | Toxik         | Wasteland (5:00)              | Wasteland (Demo, 1986)          | keine bekannt               |
| 4  | Dissenter     | Blood Under Heaven (5:09)     | unveröffentlicht                | keine bekannt               |
| 5  | Redrum        | Random Violence (2:40)        | Power Corrupts (Demo, 1987)     | keine bekannt               |
| 6  | Pedifile      | The Definitive Apology (3:42) | Round 2 (Demo, 1987)            | keine bekannt               |
| 7  | Chaos Horde   | Needle Damage (3:48)          | Demo (1986)                     | keine bekannt               |
| 8  | Faith or Fear | Dehumanize (4:10)             | Dehumanize (Demo, 1988)         | keine bekannt               |
| 9  | The Wrath     | Midnight Madman (3:12)        | unveröffentlicht                | keine bekannt               |
| 10 | Overdose      | Children of War (5:41)        | Conscience (Heavy Discos, 1987) | keine bekannt               |

- Der Song Old World Nites von Oliver Magnum ist auf der MC-Edition unter der falschen Bezeichnung Old World Nights aufgelistet.[30]
- Die hier enthaltene, 1985 gegründete US-amerikanische Thrash-Metal-Band Redrum ist auf dem Etikett der LP und auf der MC-Edition unter der falschen Bezeichnung Red Rum abgedruckt.[31][30]
- Nur sechs von zehn Songs von Metal Massacre Nine sind auch auf dem aus Liedern von Metal Massacre VIII und Metal Massacre Nine zusammengesetzten, 1994 auf MC und CD erschienenen Bundle Metal Massacre 8 & 9 (Songs 13–18) enthalten, nämlich Banshees We Want You, Oliver Magnums Old World Nites, Toxiks Wasteland, Dissenters Blood Under Heaven, Chaos Hordes Needle Damage und Faith or Fears Dehumanize.[32] Redrums Random Violence, Pedifiles The Definitive Apology, The Wraths Midnight Madman und Overdoses Children of War wurden hingegen aufgrund der damals auf etwa 74 Minuten beschränkten Spieldauer einer CD aus der Titelliste gestrichen.[32] Da die Kompilation Metal Massacre Nine auch bei ihrer Erstveröffentlichung nicht als CD erschien, ist sie die einzige der Metal-Massacre-Reihe, die nie in ihrer Gesamtheit auf CD veröffentlicht wurde.

### Metal Massacre Ten (1989)
| #  | Band         | Titel                       | Herkunft                      | Offizielle Veröffentlichung                 |
| -- | ------------ | --------------------------- | ----------------------------- | ------------------------------------------- |
| 1  | Betrayel     | Sick or Sane? (3:18)        | unveröffentlicht              | keine bekannt                               |
| 2  | Solitude     | Typhoid Mary (5:17)         | Sickness (Demo, 1988)         | keine bekannt                               |
| 3  | Murdercar    | Mirage of Blood (2:48)      | unveröffentlicht              | keine bekannt                               |
| 4  | Confessor    | The Secret (5:35)           | The Secret (Demo, 1987)       | Unraveled (Album, Bonustrack, 2005)         |
| 5  | Dan Collette | Egyptian Falcon (5:12)      | unveröffentlicht              | keine bekannt                               |
| 6  | Nihilist     | Infected (3:18)             | unveröffentlicht              | keine bekannt                               |
| 7  | R.O.T.       | Visions in Secret (6:05)    | unveröffentlicht              | keine bekannt                               |
| 8  | Wench        | Mercy (5:58)                | Sumos Quad Sumos (Demo, 1988) | A Tidy Sized Chunk (Album, 1991)            |
| 9  | Slaughter    | The Fourth Dimension (4:58) | Paranormal (Demo, 1988)       | Not Dead Yet/Paranormal (Compilation, 2001) |
| 10 | I.D.K.       | Stayed Up 4 Daze (2:20)     | unveröffentlicht              | keine bekannt                               |

- Die hier enthaltene, 1986 gegründete US-amerikanische Thrash-Metal-Band Betrayel wurde auf der LP-Hülle dieser Kompilation (nicht aber auf dem LP-Etikett), auf der MC-Edition und auf den Inlays sowie teilweise auf den CDs der CD-Editionen von Metal Blade Records und Music For Nations unter der falschen Bezeichnung Betrayal abgedruckt, wodurch leicht eine Verwechslung mit der 1988 gegründeten US-amerikanischen Thrash-Metal-Band Betrayal auftreten kann.[33][34][35]
- Die hier enthaltene, 1983 gegründete Thrash-Metal-Band Solitude ist nicht zu verwechseln mit der 1987 gegründeten US-amerikanischen Doom-Metal-Band Solitude, die sich bereits ein Jahr nach Bandgründung in Solitude Aeturnus umbenannte.
- Die hier enthaltene, US-amerikanische Thrash-Metal-Band Nihilist ist nicht zu verwechseln mit 1991 gegründeten bulgarischen Death-Metal-Band Nihilist und der 1987 gegründeten schwedischen Death-Metal-Band Nihilist.
- Die hier enthaltene, 1984 gegründete kanadische Death-Thrash-Metal-Band Slaughter ist nicht zu verwechseln mit 1989 gegründeten US-amerikanischen Glam-Metal-Band Slaughter.
- Die hier enthaltene, aus Kalifornien stammende US-amerikanische Crossover-Band I.D.K. ist nicht zu verwechseln mit der 1991 gegründeten, aus New Jersey stammenden US-amerikanischen Hardcore-Band I.D.K.

### Metal Massacre XI (1991)
| #  | Band               | Titel                              | Herkunft                                 | Offizielle Veröffentlichung |
| -- | ------------------ | ---------------------------------- | ---------------------------------------- | --------------------------- |
| 1  | Mystic-Force       | Shipwrecked with the Wicked (4:42) | Shipwrecked with the Wicked (Demo, 1989) | Eternal Quest (Album, 1991) |
| 2  | Epidemic           | Circle of Fools (5:52)             | Extremities '91 (Demo, 1991)             | Decameron (Album, 1992)     |
| 3  | Forté              | Dementia by Design (3:38)          | Dementia by Design (Demo, 1988)          | keine bekannt               |
| 4  | My Victim          | Authority Lies (4:28)              | Demo (1989)                              | keine bekannt               |
| 5  | Havoc Mass         | Tormented Souls (3:00)             | In Extremis (Demo, 1991)                 | keine bekannt               |
| 6  | Divine Right       | The Dream Turns to Dread (4:56)    | unveröffentlicht                         | keine bekannt               |
| 7  | Ministers of Anger | The Great Escape (3:11)            | Renaissance (Demo, 1990)                 | keine bekannt               |
| 8  | Dominance          | Resurrected (5:02)                 | Look Where We Worship (Demo, 1990)       | keine bekannt               |
| 9  | Mortal Reign       | Sorcery of the Wicked (4:18)       | Return to Battle (Demo, 1990)            | keine bekannt               |
| 10 | Nightcrawler       | Eternal Call (5:52)                | Demo (1990)                              | keine bekannt               |
| 11 | Harum Scarum       | Bad Habits (3:00)                  | Creative Destruction (Demo, 1991)        | keine bekannt               |
| 12 | Chemikill          | Consumed by Hate (5:15)            | Consumed by Hate (Demo, 1990)            | keine bekannt               |
| 13 | Tynator            | Excuses (5:50)                     | Forced Control (Demo, 1990)              | keine bekannt               |
| 14 | The Spudmonsters   | The Monkey Beat-Man (2:47)         | unveröffentlicht                         | keine bekannt               |

- Mystic-Force ist unter der falschen Bezeichnung Mystic Force ohne Bindestrich abgedruckt.
- Die hier enthaltene, 1986 gegründete US-amerikanische Thrash-Death-Metal-Band Epidemic ist nicht zu verwechseln mit der 2001 gegründeten US-amerikanischen Alternative-Rock-Band Epidemic.
- Forté ist unter der falschen Bezeichnung Forte ohne Akzent abgedruckt. Diese Band ist nicht zu verwechseln mit der ebenfalls Ende der 1980er Jahre gegründeten US-amerikanischen Heavy-Metal-Band Förté.
- Die hier enthaltene, US-amerikanische Heavy-Metal-Band Divine Right ist nicht zu verwechseln mit der Mitte der 1980er Jahre gegründeten US-amerikanischen Melodic-Power-Metal-Band Divine Right.
- Die hier enthaltene, 1988 gegründete Thrash-Metal-Band Chemikill ist nicht zu verwechseln mit der ebenfalls 1988 gegründeten US-amerikanischen Speed-Power-Metal-Band Chemikill.
- Die hier enthaltene, 1987 unter dem Namen Joe Gizmo and the Spudmonsters gegründete US-amerikanische Thrash-Metal-Crossover-Band The Spudmonsters ist unter der falschen Bezeichnung Spudmonsters abgedruckt.

### Metal Massacre XII (1995)
| #  | Band            | Titel                         | Herkunft                             | Offizielle Veröffentlichung                        |
| -- | --------------- | ----------------------------- | ------------------------------------ | -------------------------------------------------- |
| 1  | Paingod         | Paingod (4:01)                | Paingod (Demo, 1995)                 | Paingod (Album, 1997)                              |
| 2  | Crisis          | Sweething (3:45)              | 8 Convulsions (Album, 1994)          | keine bekannt                                      |
| 3  | Pist.On         | Exhume Her (4:13)             | unveröffentlicht                     | keine bekannt                                      |
| 4  | Avernus         | Godlessness (7:36)            | unveröffentlicht                     | Where the Sleeping Shadows Lie (Compilation, 2000) |
| 5  | Ancient         | Det glemte riket (6:55)       | Eerily Howling Winds (Demo, 1993)    | Svartalvheim (Album, 1994)                         |
| 6  | Level           | The Allknowing (5:12)         | unveröffentlicht                     | keine bekannt                                      |
| 7  | Tipper Gor      | Wolf (3:55)                   | unveröffentlicht                     | keine bekannt                                      |
| 8  | Gunga Din       | Rain Dance (3:51)             | unveröffentlicht                     | keine bekannt                                      |
| 9  | Divine Regale   | Cry to Heaven (3:58)          | unveröffentlicht                     | Ocean Mind (Album, 1997)                           |
| 10 | Pervis          | #3 (3:00)                     | unveröffentlicht                     | keine bekannt                                      |
| 11 | And Christ Wept | Anti [Coat Hanger Mix] (4:02) | Destroy Existence (Album, 1994)      | keine bekannt                                      |
| 12 | Amboog-A-Lard   | The Wounded (4:51)            | unveröffentlicht                     | keine bekannt                                      |
| 13 | Eulogy          | Human Harvest (4:57)          | Lesson in Fear (Promo, 1995)         | keine bekannt                                      |
| 14 | Overcast        | Twodegreesbelow (4:47)        | Expectational Dilution (Album, 1994) | keine bekannt                                      |
| 15 | Big Twin Din    | Arizona Life (3:13)           | unveröffentlicht                     | keine bekannt                                      |

- Die hier enthaltene, 1994 gegründete US-amerikanische Death-Thrash-Metal-Band Crisis ist nicht zu verwechseln mit der 1979 gegründeten US-amerikanischen Heavy-Metal-Band Crisis, die sich später in Rough Night, 440 und Hard Bargain umbenannte, sowie nicht zu verwechseln mit der Anfang der 1990er Jahre gegründeten türkischen Death-Metal-Band Crisis und der 1989 gegründeten britischen Thrash-Metal-Band Crisis.
- Die hier enthaltene, 1992 gegründete Black-Metal-Band Ancient ist nicht zu verwechseln mit der ebenfalls 1992 gegründeten, schwedischen Black-Metal-Band Ancient, die unter dem Namen Pain gegründet wurde, dann Ancient hieß und schließlich unter dem Namen Ancient Wisdom größere Bekanntheit erlangte.
- Die hier enthaltene, US-amerikanische Doom-Metal-Band Level ist nicht zu verwechseln mit der 1995 gegründeten, US-amerikanischen Groove-Doom-Metal-Band Level, die sich 1999 in M Francis Fester umbenannte.
- Die hier enthaltene, Anfang der 1990er Jahre gegründete US-amerikanische Thrash-Metal-Band Tipper Gor ist nicht zu verwechseln mit der 1988 gegründeten US-amerikanischen Thrash-Metal-Band Tipper Gore.
- Die hier enthaltene, 1989 gegründete US-amerikanische Death-Metal-Band Eulogy ist nicht zu verwechseln mit der 1991 gegründeten australischen Death-Metal-Grindcore-Band Eulogy, nicht zu verwechseln mit der 1990 gegründeten kanadischen Death-Metal-Grindcore-Band Eulogy und nicht zu verwechseln mit der 1997 gegründeten US-amerikanischen Death-Metal-Grindcore-Band Eulogy, die sich zwischenzeitlich in Assyrian Deeds umbenannte.
- Die hier enthaltene, 1991 gegründete US-amerikanische Metalcore-Band Overcast ist nicht zu verwechseln mit der 1998 gegründeten griechischen Thrash-Metal-Band Overcast.

### Metal Massacre XIII (2006)
| #  | Band                    | Titel                            | Herkunft                                                            | Weitere Veröffentlichung                         |
| -- | ----------------------- | -------------------------------- | ------------------------------------------------------------------- | ------------------------------------------------ |
| 1  | Cellador                | Leaving All Behind (3:14)        | The Burning Blue (Demo, 2004)                                       | Enter Deception (Album, 2006)                    |
| 2  | The Black Dahlia Murder | Miasma (4:41)                    | Miasma (Album, 2005)                                                | keine bekannt                                    |
| 3  | Six Feet Under          | Shadow of the Reaper (3:38)      | 13 (Album, 2005)                                                    | keine bekannt                                    |
| 4  | Torture Killer          | Swarm! (2:49)                    | Swarm! (Album, 2006)                                                | keine bekannt                                    |
| 5  | Demiricous              | Vagrant Idol (3:36)              | Anno 2004 (Demo, 2004)                                              | One (Hellbound) (Album, 2006)                    |
| 6  | 3                       | Alien Angel (3:45)               | Wake Pig (Album, 2004)                                              | keine bekannt                                    |
| 7  | Bolt Thrower            | The Killchain (4:41)             | Those Once Loyal (Album, 2005)                                      | keine bekannt                                    |
| 8  | Into the Moat           | Dead Before I Stray (2:41)       | The Design (Album, 2005)                                            | keine bekannt                                    |
| 9  | The Red Chord           | Fixation on Plastics (2:44)      | Clients (Album, 2005)                                               | keine bekannt                                    |
| 10 | Fragments of Unbecoming | Sterling Black Icon (5:14)       | Sterling Black Icon - Chapter III - Black but Shining (Album, 2006) | keine bekannt                                    |
| 11 | Paths of Possession     | Bleed the Meek (4:25)            | Promises in Blood (Album, 2005)                                     | keine bekannt                                    |
| 12 | The Absence             | From Your Grave (4:15)           | From Your Grave (Album, 2005)                                       | keine bekannt                                    |
| 13 | God Dethroned           | Sigma Enigma (4:05)              | The Lair of the White Worm (Album, 2004)                            | keine bekannt                                    |
| 14 | Amon Amarth             | The Pursuit of Vikings (4:30)    | Fate of Norns (Album, 2004)                                         |                                                  |
| 15 | Machinemade God         | Kiss Me Now Kill Me Later (3:45) | The Infinity Complex (Album, 2006)                                  | keine bekannt                                    |
| 16 | The Ocean Collective    | One with the Ocean (2:34)        | Aeolian (Album, 2005)                                               | keine bekannt                                    |
| 17 | And the Hero Fails      | His Imperial Victory (3:44)      | Empire Smile (Album, 2006)                                          | keine bekannt                                    |
| 18 | Gaza                    | Cult (4:42)                      | Homeless Urine Sessions (Demo, 2006)                                | I Don’t Care Where I Go When I Die (Album, 2006) |
| 19 | End It All              | Echo of Cries (5:30)             | The Sky Bleeds Tonight (EP, 2006)                                   | keine bekannt                                    |

- Im Gegensatz zu den vorhergehenden zwölf Veröffentlichungen der Metal-Massacre-Reihe stand auf diesem Sampler überwiegend die Vorstellung von Bands im Vordergrund, die via Metal Blade Records bereits ein Album veröffentlicht hatten. Ausnahmen sind die drei letzten Bands: And the Hero Fails veröffentlichte ein Album als Eigenproduktion, Gaza veröffentlichte eine EP über Exigent Records sowie drei Alben über Black Market Activities, einem Partnerlabel von Metal Blade Records, und End It All veröffentlichte eine EP über All About Records sowie ein Album und eine EP als Eigenproduktion.
- Die hier enthaltene, 1993 gegründete US-amerikanische Progressive-Rock-Band 3 ist nicht zu verwechseln mit der 2000 gegründeten italienischen Industrial-Black-Metal-Band 3.
- Die hier enthaltene, 1993 gegründete US-amerikanische Death-Metal-Band Six Feet Under ist nicht zu verwechseln mit 1982 gegründeten schwedischen Heavy-Metal-Band Six Feet Under.

### Metal Massacre 14 (2016)
| #  | Band             | Titel                                  | Herkunft                                       | Weitere Veröffentlichung              |
| -- | ---------------- | -------------------------------------- | ---------------------------------------------- | ------------------------------------- |
| 1  | Metalian         | The Traveler (5:17)                    | unveröffentlicht                               | keine bekannt                         |
| 2  | Noctum           | Until Then...Until the End (4:54)      | Until Then...Until the End (Single, 2015)      | keine bekannt                         |
| 3  | Gatekeeper       | Bell of Tarantia (6:41)                | Funeral Circle/Gatekeeper (Split-Single, 2015) | The Vigilance Sessions (EP, 2016)     |
| 4  | Assassin’s Blade | The Demented Force (3:13)              | unveröffentlicht                               | Agents of Mystification (Album, 2016) |
| 5  | Cobra            | Denim Attack (5:25)                    | Lethal Strike (Album, 2011)                    | keine bekannt                         |
| 6  | Stone Dagger     | The Siege of Jerusalem (5:33)          | The Siege of Jerusalem (Single, 2013)          | keine bekannt                         |
| 7  | Crypt Sermon     | The Will of the Ancient Call (5:19)    | Out of the Garden (Album, 2015)                | keine bekannt                         |
| 8  | Savage Master    | The Ripper in Black (4:06)             | Mask of the Devil (Album, 2014)                | keine bekannt                         |
| 9  | Outcast          | No Tomorrow (4:06)                     | Outcast (EP, 2014)                             | keine bekannt                         |
| 10 | Corsair          | Brothers (4:15)                        | One Eyed Horse (Album, 2015)                   | keine bekannt                         |
| 11 | Walpyrgus        | Cold Cold Ground (5:15)* (Bonus-Track) | Walpyrgus (EP, 2014)                           | keine bekannt                         |
| 12 | Visigoth         | Final Spell (5:22)* (Bonus-Track)      | Final Spell (EP, 2012)                         | keine bekannt                         |
| 13 | Ravencult        | Into Depths (4:49)* (Bonus-Track)      | Ravencult/Thou Art Lord (Split-Single, 2015)   | keine bekannt                         |

- Metal Massacre 14 steht wieder in der Tradition der ersten zwölf Veröffentlichungen dieser Kompilations-Reihe. Die Titelliste setzt sich aus Bands aus aller Welt zusammen, die zum Veröffentlichungsdatum zwar z. T. bei kleineren Labels unter Vertrag standen, aber allesamt noch eher unbekannt waren.
- Metal Massacre 14 ist die erste Veröffentlichung der Reihe, die auf bestimmten Veröffentlichungen Bonustracks enthält: Die Beiträge von Walpyrgus, Visigoth und Ravencult sind nur auf den europäischen CD-Pressungen enthalten.
- Die hier enthaltene, 2005 gegründete peruanische Heavy-Metal-Band Cobra ist nicht zu verwechseln mit der 1982 gegründeten US-amerikanischen Hard-Rock-Band Cobra sowie mit der 1984 gegründeten englischen Band Cobra.
- Der Song Until Then...Until the End von Noctum ist unter der falschen Bezeichnung Until Then Until the End aufgelistet.[36]
- Der Song The Will of the Ancient Call von Crypt Sermon ist unter der falschen Bezeichnung Will of the Ancient Call aufgelistet.[36]

## Metal-Massacre-Bundles im Überblick
Neben den regulären Metal-Massacre-Kompilationen wurden auch Bundles, also aus mehreren Metal-Massacre-Kompilationen zusammengesetzte Tonträger, veröffentlicht.

### Metal Massacre II & III (1983)
| #  | Band            | Titel                           | Herkunft         | Offizielle Veröffentlichung                                         |
| -- | --------------- | ------------------------------- | ---------------- | ------------------------------------------------------------------- |
| 1  | Armored Saint   | Lesson Well Learned (2:51)      | Demo (1982)      | Armored Saint (EP, 1983)                                            |
| 2  | 3rd Stage Alert | Mind Invader (3:51)             | unveröffentlicht | 3rd Stage Alert (EP, 1983)                                          |
| 3  | Surgical Steel  | Rivit Head (3:03)               | unveröffentlicht | keine bekannt                                                       |
| 4  | Obsession       | Shadows of Steel (4:31)         | unveröffentlicht | Obsession (Best Of, 2008)                                           |
| 5  | Savage Grace    | Sceptre of Deceit (3:45)        | Demo (1982)      | keine bekannt                                                       |
| 6  | Overkill        | No Holds Barred (4:12)          | unveröffentlicht | Triumph of the Will (Album, 1985)                                   |
| 7  | Warlord         | Lucifer’s Hammer (3:18)         | Demo (1981)      | Deliver Us (EP, 1983)                                               |
| 8  | Trauma          | Such a Shame (2:53)             | Demo (1982)      | keine bekannt                                                       |
| 9  | Dietrich        | It’s Alright (3:26)             | unveröffentlicht | keine bekannt                                                       |
| 10 | Molten Leather  | Inversion (4:04)                | unveröffentlicht | keine bekannt                                                       |
| 11 | Hyksos          | The Kings (6:11)                | unveröffentlicht | Hyksos (Album, 1982)                                                |
| 12 | Aloha           | Heavy Metal Virgin (3:01)       | Demo (1982)      | keine bekannt                                                       |
| 13 | Slayer          | Aggressive Perfector (3:29)     | unveröffentlicht | Haunting the Chapel (EP, Bonus auf der Wiederveröffentlichung 1993) |
| 14 | Bitch           | Riding in Thunder (3:57)        | unveröffentlicht | Be My Slave (Album, 1983)                                           |
| 15 | Tyrant          | The Battle of Armageddon (5:14) | unveröffentlicht | Legions of the Dead (Album, 1985)                                   |
| 16 | Medusa          | Piranhas (2:11)                 | Demo ’83 (1983)  | keine bekannt                                                       |
| 17 | Test Pattern    | Bite the Knife (5:25)           | unveröffentlicht | keine bekannt                                                       |
| 18 | Black Widow     | Blitzkrieg (2:56)               | unveröffentlicht | keine bekannt                                                       |
| 19 | Warlord         | Mrs. Victoria (5:55)            | Demo (1981)      | Thy Kingdom Come (Compilation, 1986)                                |
| 20 | Virgin Steele   | Let’s Go All the Way (3:12)     | unveröffentlicht | keine bekannt                                                       |
| 21 | Sexist          | Fire and Wind (3:00)            | Demo (1983)      | keine bekannt                                                       |
| 22 | Snowhite        | Hell Bent (1:49)                | Demo (1983)      | keine bekannt                                                       |
| 23 | Marauder        | The Kid (3:01)                  | Demo (1983)      | keine bekannt                                                       |
| 24 | La Mort         | Fist and Chain (2:37)           | unveröffentlicht | keine bekannt                                                       |

- Das Bundle Metal Massacre II & III enthält alle Lieder der beiden Kompilationen Metal Massacre II und Metal Massacre Volume III, wobei Metal Massacre II die Seite A und Metal Massacre Volume III die Seite B der Kassette bildet.[37]
- Nähere Erläuterungen sind unter den Beschreibungen von Metal Massacre II und Metal Massacre Volume III zu finden.

### Metal Massacre 8 & 9 (1994)
| #  | Band           | Titel                      | Herkunft                                      | Offizielle Veröffentlichung                           |
| -- | -------------- | -------------------------- | --------------------------------------------- | ----------------------------------------------------- |
| 1  | Sacred Reich   | Ignorance (3:50)           | Draining You of Life (Demo, 1986)             | Ignorance (Bonus auf der Wiederveröffentlichung 2007) |
| 2  | Viking         | Hellbound (2:58)           | Do or Die (Demo, 1986)                        | Do or Die (Album, 1988)                               |
| 3  | Overlorde      | Keeper of the Flame (4:07) | Medieval Metal (Demo, 1987)                   | keine bekannt                                         |
| 4  | Fatal Violence | Violence Is Golden (4:58)  | Demo (1985)                                   | Ashes Tell No Tales (Album, 2008)                     |
| 5  | Tactics        | Spare No Lives (2:43)      | The Master Plan (Demo, 1987)                  | keine bekannt                                         |
| 6  | Sanctum        | Nothing Left (4:26)        | Demo (1986)                                   | keine bekannt                                         |
| 7  | Gargoyle       | Into the Darkness (3:44)   | Demo (1987)                                   | keine bekannt                                         |
| 8  | Ripper         | Death Awaits You (5:43)    | ...And the Dead Shall Rise (Iron Works, 1985) | keine bekannt                                         |
| 9  | ESP            | Take ’Em Alive (3:53)      | Demo (1986)                                   | The Future Is Now (Album, 1987)                       |
| 10 | Wargod         | Intimate with Evil (4:46)  | Demo (1986)                                   | keine bekannt                                         |
| 11 | L.S.N.         | Deadly Kiss (2:58)         | Demo (1986)                                   | keine bekannt                                         |
| 12 | Cobalt Blue    | Bullets (3:34)             | unveröffentlicht                              | keine bekannt                                         |
| 13 | Banshee        | We Want You (3:02)         | Cry in the Night (Demo, 1986)                 | Cry in the Night (EP, 1988)                           |
| 14 | Oliver Magnum  | Old World Nites (5:28)     | 01986 (Demo, 1986)                            | Oliver Magnum (Album, 1989)                           |
| 15 | Toxik          | Wasteland (5:00)           | Wasteland (Demo, 1986)                        | keine bekannt                                         |
| 16 | Dissenter      | Blood Under Heaven (5:09)  | unveröffentlicht                              | keine bekannt                                         |
| 17 | Chaos Horde    | Needle Damage (3:48)       | Demo (1986)                                   | keine bekannt                                         |
| 18 | Faith or Fear  | Dehumanize (4:10)          | Dehumanize (Demo, 1988)                       | keine bekannt                                         |

- Das Bundle Metal Massacre 8 & 9 enthält alle Lieder von Metal Massacre VIII aber nur sechs von zehn Liedern von Metal Massacre Nine: Bei der CD-Edition nehmen die Songs von Metal Massacre VIII die Positionen 1 bis 12 ein, die sechs Songs von Metal Massacre Nine die Positionen 13 bis 18.[32] Bei der MC-Edition des Bundles sind die ersten zehn Songs von Metal Massacre VIII auf Seite A und die beiden letzten Songs von Metal Massacre VIII sowie die sechs Songs von Metal Massacre Nine auf Seite B zu finden.[38]
- Der Song Old World Nites von Oliver Magnum ist (wie auf der MC-Edition von Metal Massacre Nine) unter der falschen Bezeichnung Old World Nights abgedruckt.[39][38]
- Da aufgrund der damals auf etwa 74 Minuten begrenzten Spieldauer einer CD einige Songs aus der Titelliste gestrichen werden mussten, ist das Bundle Metal Massacre 8 & 9 wohl die fragwürdigste Veröffentlichung in der Geschichte der Metal-Massacre-Reihe. Es stellt sich die Frage, warum Metal Massacre VIII und Metal Massacre Nine nicht wie alle anderen 1994 in diesem Zuge wiederveröffentlichten Metal-Massacre-Kompilationen in ihrer Gesamtheit für sich selbst stehend auf eine CD gepresst wurden, sondern nur in diesem Fall die Vorgehensweise, zwei Kompilationen auf einer CD zu bündeln, angewendet wurde.
- Weitere Erläuterungen sind unter den Beschreibungen von Metal Massacre VIII und Metal Massacre Nine zu finden.

## Metal-Massacre-Box-Sets im Überblick
Im Laufe der Jahre wurden diverse Metal-Massacre-Kompilationen mehrmals zusammen in einer Box veröffentlicht.

### Metal Massacre: Limited Edition Picture Disc Box (1984)
Dieses auf 1000 Pressungen limitierte 5-LP-Box-Set enthält die Kompilationen Metal Massacre (mit der Tracklist der 3. Auflage), Metal Massacre II, Metal Massacre Volume III, Metal Massacre 4 und Metal Massacre V als Picture Discs.

### Metal Massacre III – VI (1986)
Dieses ebenfalls limitierte 4-LP-Box-Set enthält ein blaues Vinyl von Metal Massacre Volume III, ein rotes Vinyl von Metal Massacre 4, ein gelbes Vinyl von Metal Massacre V und ein grünes Vinyl von Metal Massacre VI. Metal Massacre VI ist auf dem Etikett der LP unter der Bezeichnung Metal Massacre: Heavy Metal Will Never Die abgedruckt. Bei den auf der Rückseite des Box-Sets abgedruckten Songlisten fehlt unter Metal Massacre V die Angabe des letzten Songs, End of time von Jesters of Destiny.

### Grim Harvest: Complete Metal Massacre Volumes I – XII (1998)
Dieses in einen großen Pappkarton integrierte 11-CD-Box-Set enthält die Kompilationen Metal Massacre (mit der Tracklist der 3. Auflage), Metal Massacre II, Metal Massacre Volume III, Metal Massacre 4, Metal Massacre V, Metal Massacre VI, Metal Massacre VII, das Bundle Metal Massacre 8 & 9, Metal Massacre Ten, Metal Massacre XI und Metal Massacre XII jeweils im Jewel-Case.

## The Best Of Metal Massacre
Neben den Metal-Massacre-Kompilationen, -Bundles und -Box-Sets veröffentlichte Metal Blade Records 1988 und 1989 auch eine Best-of unter dem Namen The Best of Metal Massacre. Diese Best-of-Kompilation wurde als LP, MC und CD veröffentlicht, wodurch sich letztlich eine Besonderheit ergab: Metal Blade Records nutzte für alle drei Formate die Spieldauer komplett aus. Dadurch ergaben sich drei verschiedene Tracklisten: Auf die LP-Edition wurden elf Lieder gepresst, auf die CD-Edition 16 Lieder und auf die MC-Edition 18 Lieder.

### The Best of Metal Massacre (1988)
LP-Edition
| #  | Band               | Titel                                | Herkunft                             | Offizielle Veröffentlichung                                         |
| -- | ------------------ | ------------------------------------ | ------------------------------------ | ------------------------------------------------------------------- |
| 1  | Flotsam and Jetsam | I Live, You Die (6:19)               | Iron Tears (Demo, 1985)              | Flotzilla (Single, 1988)                                            |
| 2  | Slayer             | Aggressive Perfector (3:29)          | unveröffentlicht                     | Haunting the Chapel (EP, Bonus auf der Wiederveröffentlichung 1993) |
| 3  | Metal Church       | The Brave (4:28)                     | Four Hymns (Demo, 1982)              | keine bekannt                                                       |
| 4  | Overkill           | Death Rider (3:54)                   | Power in Black (Demo, 1983)          | keine bekannt                                                       |
| 5  | Dark Angel         | Welcome to the Slaughterhouse (5:23) | We Have Arrived (Azra Records, 1984) | keine bekannt                                                       |
| 6  | Sacred Reich       | Ignorance (3:50)                     | Draining You of Life (Demo, 1986)    | Ignorance (Bonus auf der Wiederveröffentlichung 2007)               |
| 7  | Possessed          | Swing of the Axe (3:51)              | Demo (1985)                          | The Eyes of Horror (EP, 1987)                                       |
| 8  | Hallows Eve        | Metal Merchants (4:28)               | Tales of Terror (Demo, 1984)         | Tales of Terror (Album, 1985)                                       |
| 9  | Hellhammer         | Crucifixion (2:52)                   | Satanic Rites (Demo, 1983)           | Demon Entrails (Best Of, 2008)                                      |
| 10 | Thrust             | Destructer (4:13)                    | Demo (1983)                          | Fist Held High (Album, 1984)                                        |
| 11 | Sanctum            | Nothing Left (4:26)                  | Demo (1986)                          | keine bekannt                                                       |

CD-Edition
Bei der CD-Edition fehlen im Vergleich zur LP die Beiträge von Slayer, Hellhammer, Thrust und Sanctum. Hinzugekommen sind die Songs von Fates Warning, Lizzy Borden, Omen, Malice, Warlord, Trouble, Nasty Savage, Voivod und Bitch.
| #  | Band               | Titel                                | Herkunft                              | Offizielle Veröffentlichung                                     |
| -- | ------------------ | ------------------------------------ | ------------------------------------- | --------------------------------------------------------------- |
| 1  | Flotsam and Jetsam | I Live, You Die (6:19)               | Iron Tears (Demo, 1985)               | Flotzilla (Single, 1988)                                        |
| 2  | Fates Warning      | Soldier Boy (6:23)                   | unveröffentlicht                      | Night on Bröcken (Album, 1984)                                  |
| 3  | Lizzy Borden       | Rod of Iron (4:29)                   | unveröffentlicht                      | Love You to Pieces (Album, 1985)                                |
| 4  | Metal Church       | The Brave (4:28)                     | Four Hymns (Demo, 1982)               | keine bekannt                                                   |
| 5  | Omen               | Torture Me (3:28)                    | unveröffentlicht                      | Battle Cry (Box-Set, 2003)                                      |
| 6  | Sacred Reich       | Ignorance (3:50)                     | Draining You of Life (Demo, 1986)     | Ignorance (Bonus auf der Wiederveröffentlichung 2007)           |
| 7  | Overkill           | Death Rider (3:54)                   | Power in Black (Demo, 1983)           | keine bekannt                                                   |
| 8  | Malice             | Kick You Down (4:26)                 | unveröffentlicht                      | The Rare and Unreleased (Kompilation, 2008)                     |
| 9  | Hallows Eve        | Metal Merchants (4:28)               | Tales of Terror (Demo, 1984)          | Tales of Terror (Album, 1985)                                   |
| 10 | Warlord            | Mrs. Victoria (5:55)                 | Demo (1981)                           | Thy Kingdom Come (Compilation, 1986)                            |
| 11 | Trouble            | The Last Judgement (5:04)            | Demo (1983)                           | Demos & Rarities 1980-95 (Compilation, 2005)                    |
| 12 | Possessed          | Swing of the Axe (3:51)              | Demo (1985)                           | The Eyes of Horror (EP, 1987)                                   |
| 13 | Nasty Savage       | XXX (5:27)                           | Wage of Mayhem (Demo, 1985)           | Indulgence (Album, 1986)                                        |
| 14 | Voivod             | Condemned to the Gallows (5:09)      | To the Death (Demo, 1984)             | War and Pain (Album, Bonus auf der Wiederveröffentlichung 2004) |
| 15 | Dark Angel         | Welcome to the Slaughterhouse (5:23) | We Have Arrived (Azra Records, 1984)  | keine bekannt                                                   |
| 16 | Bitch              | Live for the Whip (5:15)             | Live for the Whip (5:15) (Demo, 1982) | Damnation Alley (EP, 1982)                                      |

MC-Edition
Bei der MC-Edition wurden im Vergleich zur CD die Songs von Toxik und Banshee ergänzt.
| #  | Band               | Titel                                | Herkunft                              | Offizielle Veröffentlichung                                     |
| -- | ------------------ | ------------------------------------ | ------------------------------------- | --------------------------------------------------------------- |
| 1  | Flotsam and Jetsam | I Live, You Die (6:19)               | Iron Tears (Demo, 1985)               | Flotzilla (Single, 1988)                                        |
| 2  | Fates Warning      | Soldier Boy (6:23)                   | unveröffentlicht                      | Night on Bröcken (Album, 1984)                                  |
| 3  | Lizzy Borden       | Rod of Iron (4:29)                   | unveröffentlicht                      | Love You to Pieces (Album, 1985)                                |
| 4  | Metal Church       | The Brave (4:28)                     | Four Hymns (Demo, 1982)               | keine bekannt                                                   |
| 5  | Omen               | Torture Me (3:28)                    | unveröffentlicht                      | Battle Cry (Box-Set, 2003)                                      |
| 6  | Sacred Reich       | Ignorance (3:50)                     | Draining You of Life (Demo, 1986)     | Ignorance (Bonus auf der Wiederveröffentlichung 2007)           |
| 7  | Overkill           | Death Rider (3:54)                   | Power in Black (Demo, 1983)           | keine bekannt                                                   |
| 8  | Malice             | Kick You Down (4:26)                 | unveröffentlicht                      | The Rare and Unreleased (Kompilation, 2008)                     |
| 9  | Toxik              | Wasteland (5:00)                     | Wasteland (Demo, 1986)                | keine bekannt                                                   |
| 10 | Hallows Eve        | Metal Merchants (4:28)               | Tales of Terror (Demo, 1984)          | Tales of Terror (Album, 1985)                                   |
| 11 | Warlord            | Mrs. Victoria (5:55)                 | Demo (1981)                           | Thy Kingdom Come (Compilation, 1986)                            |
| 12 | Trouble            | The Last Judgement (5:04)            | Demo (1983)                           | Demos & Rarities 1980-95 (Compilation, 2005)                    |
| 13 | Possessed          | Swing of the Axe (3:51)              | Demo (1985)                           | The Eyes of Horror (EP, 1987)                                   |
| 14 | Nasty Savage       | XXX (5:27)                           | Wage of Mayhem (Demo, 1985)           | Indulgence (Album, 1986)                                        |
| 15 | Voivod             | Condemned to the Gallows (5:09)      | To the Death (Demo, 1984)             | War and Pain (Album, Bonus auf der Wiederveröffentlichung 2004) |
| 16 | Dark Angel         | Welcome to the Slaughterhouse (5:23) | We Have Arrived (Azra Records, 1984)  | keine bekannt                                                   |
| 17 | Bitch              | Live for the Whip (5:15)             | Live for the Whip (5:15) (Demo, 1982) | Damnation Alley (EP, 1982)                                      |
| 18 | Banshee            | We Want You (3:02)                   | Cry in the Night (Demo, 1986)         | Cry in the Night (EP, 1988)                                     |

- Hallows Eve – auf allen drei Editionen enthalten – wurde, wie auf Metal Massacre VI, unter der falschen Bezeichnung Hallow’s Eve mit Apostroph abgedruckt.[43][44][45]
- Voivod – nur auf der CD- und MC-Edition enthalten – wurde, wie auf den meisten Editionen von Metal Massacre V, unter der falschen Bezeichnung Voi Vod abgedruckt.[44][45]
- Toxik – nur auf der MC-Edition enthalten – wurde auf dieser Best-of unter der falschen Bezeichnung Toxic abgedruckt.[45]